# يوسف الشمري
يوسف سامي المزيريب الشمري لاعب كرة قدم سعودي ، يلعب في نادي الحزم.

## مسيرة اللاعب
مثل نادي عرعر في الفئات السنية وانتقل إلى نادي الباطن في عام 2016 وانتقل إلى نادي الحزم في عام 2023.

## روابط خارجية
- يوسف المزيريب على موقع قاعدة بيانات كرة القدم.إي يو (الإنجليزية)
- يوسف المزيريب على موقع Soccerway.com (الإنجليزية)
- يوسف المزيريب على موقع كووورة